# 国道494号

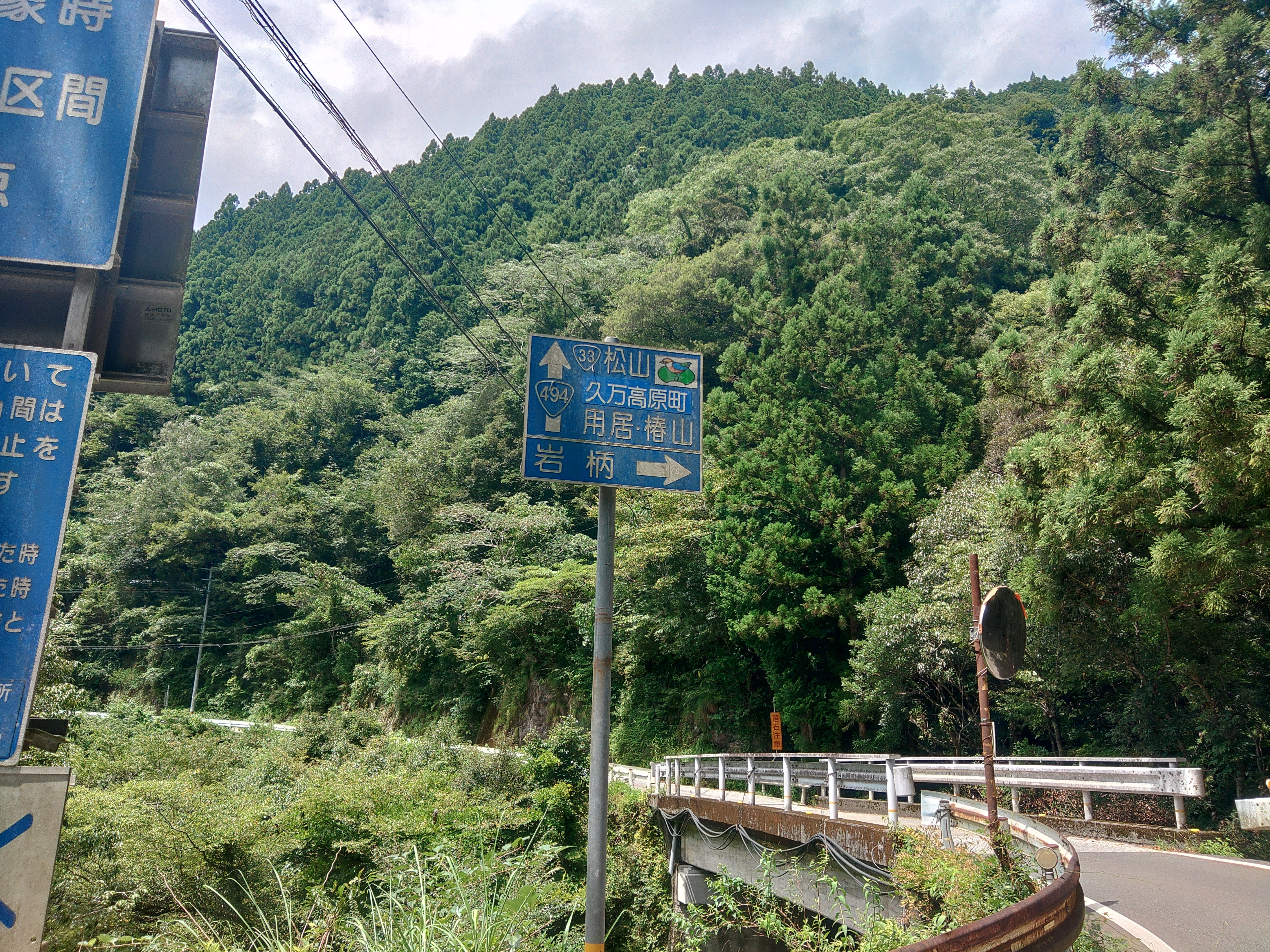
高知県吾川郡仁淀川町用居で、高知から愛媛（松山）方面。

国道494号（こくどう494ごう）は、愛媛県松山市から高知県須崎市に至る一般国道である。

## 概要
愛媛県松山市を起点に、四国山地を横断して黒森峠を越えて、高知県吾川郡仁淀川町、高岡郡佐川町を経て須崎市の国道56号交点に至る延長約115 kmの一般国道である。
四国地方の一般国道で最大番号。
他路線と重複しない実延長区間の多くは山道で、しかも整備があまり進んでいない、いわゆる「酷道」となっている。

### 路線データ
一般国道の路線を指定する政令に基づく起終点および重要な経過地は次のとおり。
- 起点：松山市（二番町4丁目7番2[2]、市役所前交差点 = 国道11号・国道33号・国道56号終点、国道317号・国道379号・国道440号起点）
- 終点：須崎市（国道56号交点）
- 重要な経過地：愛媛県温泉郡川内町[注釈 2]、高知県吾川郡池川町[注釈 3]、同郡吾川村[注釈 3]、同県高岡郡佐川町
- 総延長 : 113.8 km（愛媛県 71.7 km、高知県 42.1 km）重用延長を含む。[3][注釈 4]
- 重用延長 : 33.7 km（愛媛県 21.5 km、高知県 12.3 km）[3][注釈 4]
- 未供用延長 : なし[3][注釈 4]
- 実延長 : 80.1 km（愛媛県 50.3 km、高知県 29.8 km）[3][注釈 4]
  - 現道 : 79.5 km（愛媛県 49.7 km、高知県 29.8 km）[3][注釈 4]
  - 旧道 : 0.6 km（愛媛県 0.6 km、高知県 - km）[3][注釈 4]
  - 新道 : なし[3][注釈 4]
- 指定区間：国道11号、国道33号と重複する区間（愛媛県松山市・市役所前交差点（起点） - 東温市・東温市則之内交差点、高知県吾川郡仁淀川町・仁淀川町川口交差点 - 高岡郡佐川町甲）[2]

## 歴史
- 1993年（平成5年）4月1日 - 一般国道494号（松山市 - 須崎市）として指定。主要県道1号久万池川線の大部分、主要県道20号川内大味川線、主要県道24号須崎佐川線が昇格したものである。
- 2022年（令和4年）5月27日 - 高知県告示第534号により佐川吾桑バイパスの旧道の国道指定が解除され、一部区間は高知県道309号吾桑停車場線の単独区間となる[4]。

## 路線状況
国道11号重複部を含む、愛媛県松山市 - 東温市郊外までは2車線の高規格の道が続く。東温市から久万高原町にかけてある黒森峠周辺は、急勾配・急カーブが連続する狭隘路で、交通量は少なく、道路の左端にサイクリングロード専用の路面標示がある。国道439号交点付近の高知県吾川郡仁淀川町土居の商店街あたりは、1.2車線ほどの隘路である。

### バイパス
- 佐川吾桑バイパス[7]
  - 高知県高岡郡佐川町丙川内ケ谷から同県須崎市吾桑に至る、延長5.93 kmのバイパス。バイパスの現道区間は、第2次緊急輸送道路に指定されているが幅員狭小、線形不良のためその改善を目的としたもの[8]。
  - 規格：第3種第2級
  - 幅員：12 m
  - 設計速度：60 km/h
  - 事業開始年：1994年（平成6年）
  - 開通年
    - 2007年（平成19年）3月 - 須崎2工区 1.02 km[9]
    - 2011年（平成23年）4月26日 - 佐川工区 約1.5 km[10]。
    - 2021年（令和3年）3月26日 - 須崎3工区 1.83 km[9]

### 重複区間
- 国道317号（愛媛県松山市二番町2丁目・松山市役所前交差点（起点） 松山市勝山町1丁目・勝山交差点）
- 国道33号・国道379号・国道440号（愛媛県松山市二番町2丁目・松山市役所前交差点（起点） - 松山市小坂5丁目・小坂交差点）
- 国道11号（愛媛県松山市二番町2丁目・松山市役所前交差点（起点） - 東温市則之内・東温市則之内交差点）
- 国道439号（高知県吾川郡仁淀川町土居甲 - 吾川郡仁淀川町川口・仁淀川町川口交差点）
- 国道33号（高知県吾川郡仁淀川町川口・仁淀川町川口交差点 - 高岡郡佐川町甲）

### 道路施設

#### 橋梁
- 愛媛県
  - 永木橋（石手川、松山市、国道11号重複区間内）
  - 小野川橋（小野川、松山市、国道11号重複区間内）
  - 内川橋（内川、東温市、国道11号重複区間内）
  - 寺橋（内川、東温市、国道11号重複区間内）
  - 新横河原橋（重信川、東温市、国道11号重複区間内）
  - 新川内橋（表川、東温市、国道11号重複区間内）
  - 井内川橋（井内川、東温市、国道11号重複区間内）
- 高知県
  - 釜乃淵橋（延長170 m[11]、高岡郡越知町、国道33号重複区間内）
  - 横倉大橋（延長195 m[11]、高岡郡越知町、国道33号重複区間内）
  - 越知橋（坂折川、高岡郡越知町、国道33号重複区間内）
  - 川内ヶ谷橋（立野川、高岡郡越知町、国道33号重複区間内）
  - 富士見橋（柳瀬川、高岡郡佐川町、国道33号重複区間内）
  - 三青橋（春日川、高岡郡佐川町、国道33号重複区間内）
  - 会処橋（高岡郡佐川町、国道33号重複区間内）
  - 春日橋（春日川、高岡郡佐川町）
  - 白倉橋（斗賀野川、高岡郡佐川町）
  - 小濱谷橋（全長46 m[7]、須崎市）
  - 鯛の川橋（全長120 m[7]、須崎市）

#### トンネル
- 愛媛県
  - 横山トンネル：延長700 m、2006年（平成18年）竣工、上浮穴郡久万高原町
  - 境野隧道：延長323 ｍ、1964年（昭和39年）竣工、上浮穴郡久万高原町 - 高知県吾川郡仁淀川町
- 高知県
  - 寺村隧道：延長572 m、1966年（昭和41年）竣工、吾川郡仁淀川町（国道33号重複区間内）
  - 熊秋トンネル：延長861 m、1975年（昭和50年）竣工、高岡郡越知町（国道33号重複区間内）
  - 野老山（ところやま）トンネル：延長340 m、2003年（平成15年）竣工、高岡郡越知町（国道33号重複区間内）
  - 横畠トンネル：延長962 m[11]、2022年（令和4年）竣工、高岡郡越知町（国道33号重複区間内）
  - 赤土トンネル：延長385 m、1958年（昭和33年）竣工、高岡郡佐川町（国道33号重複区間内）
  - 佐川トンネル：延長270 m、1973年（昭和48年）竣工、高岡郡佐川町（国道33号重複区間内）
  - 斗賀野トンネル：延長1,067 m、1990年（平成2年）竣工、高岡郡佐川町
  - 桃木坂トンネル：延長90 m、2004年（平成16年）竣工、須崎市
  - 宮が谷トンネル：延長265 m、2006年（平成18年）竣工、須崎市
  - 雪割桜トンネル：延長115 m[7]、2021年（令和3年）竣工、須崎市
  - 水口トンネル：延長280 m[7]、2021年（令和3年）竣工、須崎市
  - 王子トンネル：延長152 m[7]、2021年（令和3年）竣工、須崎市

## 地理

### 通過する自治体
- 愛媛県
  - 松山市 - 東温市 - 上浮穴郡久万高原町
- 高知県
  - 吾川郡仁淀川町 - 高岡郡越知町 - 高岡郡佐川町 - 須崎市

### 交差する道路
| 交差する道路 | 都道府県名 | 市町村名 | 市町村名   | 交差する場所 | 交差する場所          |
| --- | ---------- | -------- | ---------- | ------------ | --------------------- |
| 国道11号 重複区間起点 国道33号 重複区間起点 国道56号 国道317号 重複区間起点 国道379号 重複区間起点 国道440号 重複区間起点 | 愛媛県     | 松山市   | 松山市     | 二番町4丁目  | 市役所前交差点 / 起点 |
| 国道317号 重複区間終点 愛媛県道20号松山北条線                                                                             | 愛媛県     | 松山市   | 松山市     | 勝山町1丁目  | 勝山交差点            |
| 国道11号 重複区間終点 国道379号 重複区間終点 国道440号 重複区間終点                                                       | 愛媛県     | 松山市   | 松山市     | 小坂5丁目    | 小坂交差点            |
| 愛媛県道190号久米垣生線                                                                                                   | 愛媛県     | 松山市   | 松山市     | 南久米町     |                       |
| 愛媛県道40号松山東部環状線 / 旧道                                                                                         | 愛媛県     | 松山市   | 松山市     | 来住町       | 来住町交差点          |
| 愛媛県道40号松山東部環状線 / バイパス                                                                                     | 愛媛県     | 松山市   | 松山市     | 久米窪田町   | 久米窪田交差点        |
| 愛媛県道209号美川松山線                                                                                                   | 愛媛県     | 東温市   | 東温市     | 牛渕         |                       |
| 愛媛県道334号松山川内線                                                                                                   | 愛媛県     | 東温市   | 東温市     | 志津川       | 志津川交差点          |
| 愛媛県道152号寺尾重信線                                                                                                   | 愛媛県     | 東温市   | 東温市     | 樋口         | 新横河原橋交差点      |
| 愛媛県道334号松山川内線                                                                                                   | 愛媛県     | 東温市   | 東温市     | 北方         | 東温市斉院ノ木交差点  |
| 愛媛県道23号伊予川内線 | 愛媛県     | 東温市   | 東温市     | 南方         |                       |
| E11 松山自動車道 | 愛媛県     | 東温市   | 東温市     | 南方         | 12 川内IC             |
| 愛媛県道210号美川川内線 愛媛県道334号松山川内線                                                                           | 愛媛県     | 東温市   | 東温市     | 則之内       | 則之内交差点          |
| 愛媛県道327号湯谷口川内線                                                                                                 | 愛媛県     | 東温市   | 東温市     | 則之内       |                       |
| 国道11号 重複区間終点 | 愛媛県     | 東温市   | 東温市     | 則之内       | 東温市則之内交差点    |
| 愛媛県道153号落合久万線 重複区間起点                                                                                      | 愛媛県     | 上浮穴郡 | 久万高原町 | 笠方         |                       |
| 愛媛県道153号落合久万線 重複区間終点                                                                                      | 愛媛県     | 上浮穴郡 | 久万高原町 | 笠方         |                       |
| 愛媛県道341号直瀬渋草線                                                                                                   | 愛媛県     | 上浮穴郡 | 久万高原町 | 渋草         |                       |
| 愛媛県道12号西条久万線 重複区間起点                                                                                       | 愛媛県     | 上浮穴郡 | 久万高原町 | 中組         | 通仙橋交差点          |
| 愛媛県道12号西条久万線 重複区間終点 愛媛県道210号美川川内線 重複区間起点                                                  | 愛媛県     | 上浮穴郡 | 久万高原町 | 東川         | 仕七川交差点          |
| 愛媛県道210号美川川内線 重複区間終点                                                                                      | 愛媛県     | 上浮穴郡 | 久万高原町 | 東川         |                       |
| 国道439号 重複区間起点 | 高知県     | 吾川郡   | 仁淀川町   | 土居甲       |                       |
| 国道33号 重複区間起点 国道439号 重複区間終点                                                                              | 高知県     | 吾川郡   | 仁淀川町   | 川口         | 仁淀川町川口交差点    |
| 高知県道18号伊野仁淀線 重複区間起点                                                                                       | 高知県     | 高岡郡   | 越知町     | 越知丙       |                       |
| 高知県道18号伊野仁淀線 重複区間終点                                                                                       | 高知県     | 高岡郡   | 越知町     | 越知甲       | 越知町10区交差点      |
| 高知県道298号下山越知線                                                                                                   | 高知県     | 高岡郡   | 越知町     | 越知甲       | 越知町2区交差点       |
| 国道494号 / バイパス | 高知県     | 高岡郡   | 佐川町     | 丙           |                       |
| 高知県道296号西佐川停車場線                                                                                               | 高知県     | 高岡郡   | 佐川町     | 乙           |                       |
| 高知県道302号長者佐川線                                                                                                   | 高知県     | 高岡郡   | 佐川町     | 甲           |                       |
| 国道33号 重複区間終点 | 高知県     | 高岡郡   | 佐川町     | 甲           |                       |
| 高知県道53号土佐佐川線 | 高知県     | 高岡郡   | 佐川町     | 甲           |                       |
| 高知県道307号佐川停車場線                                                                                                 | 高知県     | 高岡郡   | 佐川町     | 甲           |                       |
| 高知県道308号本郷斗賀野停車場線 重複区間起点                                                                              | 高知県     | 高岡郡   | 佐川町     | 東組         |                       |
| 高知県道308号本郷斗賀野停車場線 重複区間終点                                                                              | 高知県     | 高岡郡   | 佐川町     | 東組         |                       |
| 高知県道309号吾桑停車場線                                                                                                 | 高知県     | 須崎市   | 須崎市     | 吾井郷乙     |                       |
| 国道56号 | 高知県     | 須崎市   | 須崎市     | 吾井郷乙     | 終点                  |

### 交差する鉄道
- 伊予鉄道横河原線
- 土讃線

### 峠
- 愛媛県
  - 黒森峠（東温市 - 上浮穴郡久万高原町）
- 高知県
  - 猿丸峠（高岡郡佐川町）